# Кучеренко, Сергей Петрович
Серге́й Петро́вич Кучере́нко (укр. Сергій Петрович Кучеренко; род. 22 августа 1961, Одесса) — советский футболист, выступавший на позиции защитника, футбольный тренер

## Биография
Воспитанник СДЮШОР одесского «Черноморца», первые тренеры — Александр Руга и Григорий Кривенко. С 1978 года — в дублирующем составе одесситов, однако проведя в дубле два года, к матчам основной команды ни разу не привлекался. В 1980 году перешёл в «Ниву» из города Подгайцы, участвовавшую в первенстве Украинской ССР среди коллективов физкультуры. Позже, в том же году был приглашён в хмельницкое «Подолье», в составе которого дебютировал во второй лиге чемпионата СССР. Всего за хмельницкую команду отыграл 5 матчей, однако вскоре приглашавший его тренер, Владимир Онисько, был уволен и Кучеренко вернулся в «Ниву», в составе которой в 1981 году стал серебряным призёром чемпионата республики среди КФК. После этого получил предложение от ряда команд второй лиги, в том числе от одного из тренеров кировоградской «Звезды», Валерия Полевого, куда и перешёл в 1982 году. В Кировограде в первом же сезоне стал одни из основных игроков, появляясь на поле в большинстве игр. Выступал за «Звезду» на протяжении трёх лет.
В 1985 году был приглашён тренером Виктором Ступаком в мурманский «Север». В том же году перешёл в рязанский «Спартак», где провёл два сезона, после чего вернулся в Кировоград. Отыграв во второй лиге ещё год, в связи с состоянием здоровья принял решение завершить профессиональную карьеру. После этого выступал на любительском уровне.

### Тренерская карьера
Завершив выступления занимался частным бизнесом в Одессе, а также помогал одному из своих первых тренеров, Григорию Кривенко, в работе в одной из одесских спортивных школ. В 1999 сам стал детским футбольным тренером в ДЮСШ «Черноморца». В 2004 году был приглашён на должность тренера-селекционера в хмельницком «Подолье», куда пригласил ряд одесских игроков. В 2005 году был назначен главным тренером команды, проработал на этом посту полтора года. В 2007 году стал главным тренером ивано-франковского «Спартака», однако пробыл на этой должности всего несколько месяцев. В июле того же года возглавил черниговскую «Десну», с которой занял четвертое место в первой лиге чемпионата Украины, что стало лучшим результатом в истории команды, на тот момент. Тем не менее, следующий сезон начал неудачно и уже в августе 2008 года был отправлен в отставку. В 2009 году стал директором академии в узбекистанском «Насафе», также работал в этой команде на должностях генерального и спортивного директора.

## Семья
Сын, Сергей Кучеренко, тоже стал профессиональным футболистом. Также имеет дочь.